# 20th Century Girl
20th Century Girl er en sydkoreansk film fra 2022 af Bang Woo-ri.

## Medvirkende
- Kim Yoo-jung som Na Bo-ra
- Han Hyo-joo
- Byeon Woo-seok som Poong Woon-ho
- Park Jung-woo som Baek Hyun-jin
- Roh Yoon-seo som Kim Yeon-du